# Васильевский (Дмитровский район)
Васи́льевский — посёлок в Дмитровском районе Орловской области. Входит в состав Долбёнкинского сельского поселения.

## География
Расположен в 18 км к юго-востоку от Дмитровска. Высота над уровнем моря — 251 м. Постоянное население — 2 человека (2010 год).

## История
В 1937 году в посёлке было 11 дворов.

## Население
| 1979 | 2002 | 2010 |
| ---- | ---- | ---- |
| 15   | ↘3   | ↗4   |